# Robert Arboleda
Robert Arboleda, vollständiger Name Robert Abel Arboleda Escobar, (* 22. Oktober 1991 in Esmeraldas) ist ein ecuadorianischer Fußballspieler. Er wird auf der Position eines Innenverteidigers eingesetzt. Sein spielstarker Fuß ist der Rechte.

## Verein
Nachdem Arboleda zunächst in Klubs der zweiten Liga Ecuadors gestartet war, kam er 2013 zu Liga de Loja, mit welchem er in der obersten Liga Ecuadors antrat. Sein erstes Spiel in der Serie A bestritt Arboleda am 30. Januar 2013 im Auswärtsspiel gegen Independiente del Valle. In dem Spiel wurde er in der 46. Minute eingewechselt und erhielt in der 50. die Rote Karte. Sein erstes Tor in dem Wettbewerb erzielte Arboleda auswärts am 21. Juli 2013 gegen Club Social y Deportivo Macará. Er traf in der 26. Minute den Treffer zum 1:0 (1:1). Kurz darauf gab er Loja seinen Einstand auf internationaler Klubebene. In der ersten Runde der Copa Sudamericana 2013 traf sein Klub am 6. August 2013 im Rückspiel auf Deportivo Lara. In dem Spiel stand Arboleda in der Anfangself.
Im Oktober 2013 wurde bekannt, dass Arboleda zur Saison 2015 zu Universidad Católica wechseln wird.

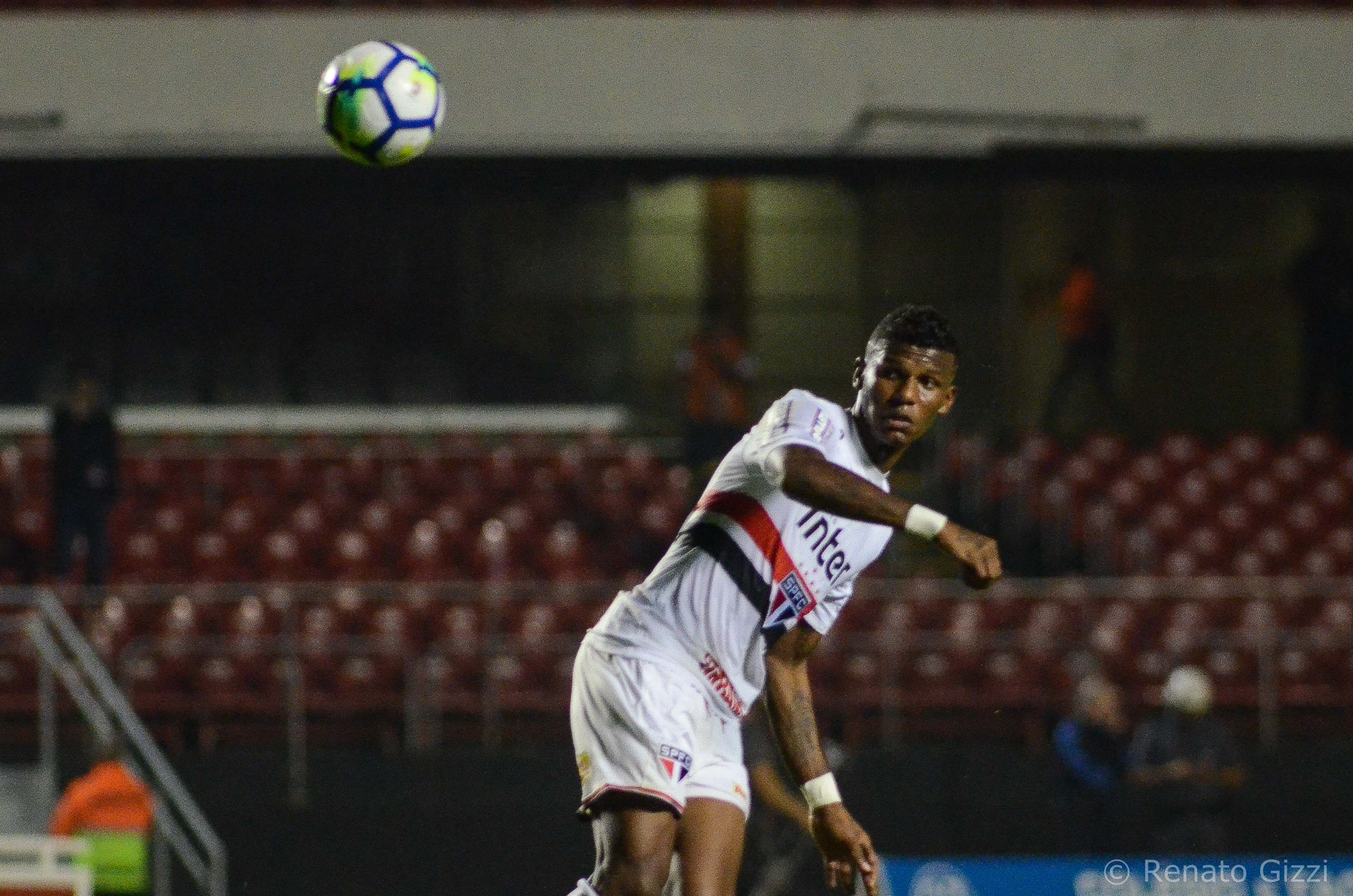
Arboleda 2018 bei São Paulo

Nach zweieinhalb Jahren wechselte Arboleda erneut. Er ging nach Brasilien und schloss sich dem FC São Paulo an. Am 21. Juni 2017 wurde sein Kontrakt mit dem Klub bekannt gegeben. Die Ablöse betrug 6,6 Millionen Real. Sein Debüt in der brasilianischen Série A gab Arboleda am 12. Spieltag der Série A 2017. Im Auswärtsspiel gegen den FC Santos am 9. Juli 2017 stand er nicht nur in der Startelf, sondern erzielte auch sein erstes Tor in der Liga. Er besorgte in der 87. Minute den Treffer zum 3:2-Anschluss und Endstand. Im April 2018 verlängerte São Paulo den Vertrag mit Arboleda bis Juni 2022. Im Dezember 2021 dann eine weitere bis Ende des Jahres 2024. Am 1. Oktober 2022 erreichte der Spieler mit São Paulo das Finale der Copa Sudamericana 2022, welches mit 0:2 gegen Independiente del Valle verloren ging. Arboleda stand in dem Spiel aber nicht im Kader. Im September 2023 konnte Arboleda mit dem Klub die Copa do Brasil 2023 feiern. In beiden Finalspielen gegen den CR Flamengo stand er in der Startelf.

## Nationalmannschaft
Zu seiner ersten Berufung für die Nationalmannschaft Ecuadors kam Arboleda im März 2013. Er stand in dem Jahr mehrmals im Kader der Auswahl, saß aber nur drei Mal auf der Reservebank. Im Mai 2016 lief Arboleda das erste Mal für die Auswahl auf. Im Freundschaftsspiel gegen die Auswahl der USA wurde er in der 73. Minute für Gabriel Achilier eingewechselt. Danach kam er noch zu weiteren Spielen. In der Copa América Centenario 2016 war er nur als Reservespieler dabei. Im Zuge der Qualifikation zur Fußball-Weltmeisterschaft 2018 stand er in vier Spielen auf dem Platz. Danach nahm auch an der Fußball-Weltmeisterschaft 2018 selbst statt (vier Spiele, kein Tor).
Neben weiteren Freundschaftsspielen und Qualifikationsspielen nahm Arboleda danach noch an der Copa América 2019 sowie 2021 teil. Bei der Fußball-Weltmeisterschaft 2022 in Katar kam er über die Rolle eines Reserverespielers nicht hinaus.

## Erfolge
São Paulo
- Staatsmeisterschaft von São Paulo: 2021
- Copa do Brasil: 2023
- Supercopa do Brasil: 2024